# Podisus
Podisus  (лат.) — род клопов из семейства щитников (Pentatomidae). Насчитывают 34 вида. Распространены в Северной Америке. Нимфы и имаго ведут хищный образ жизни. Питаются насекомыми 75 видов насекомых из 41 семейства 8 отрядов.  Используются для контроля численности насекомых-вредителей сельскохозяйственных культур. 

## Виды
- Podisus aenescens  (Stål, 1860)
- Podisus australis Berg, 1879
- Podisus borinquensis Barber
- Podisus distinctus (Stål, 1860)
- Podisus fretus Olsen, 1916
- Podisus fuscescens (Dallas, 1851)
- Podisus gillettei Uhler , 1895
- Podisus jole (Stål, 1862)
- Podisus maculiventris  (Say, 1832)
- Podisus modestus  (Dallas, 1851)
- Podisus mucronatus Uhler, 1897
- Podisus nigrispinus  (Dallas, 1851)
- Podisus placidus Uhler, 1870
- Podisus sagitta  (Fabricius, 1794)
- Podisus serieventris Uhler, 1871
- Podisus sigitta  (Fabricius, 1794)
- Podisus subferrugineus Barber & Bruner, 1932
- Podisus vittipennis Herrich-Schaeffer, 1851

## Галерея

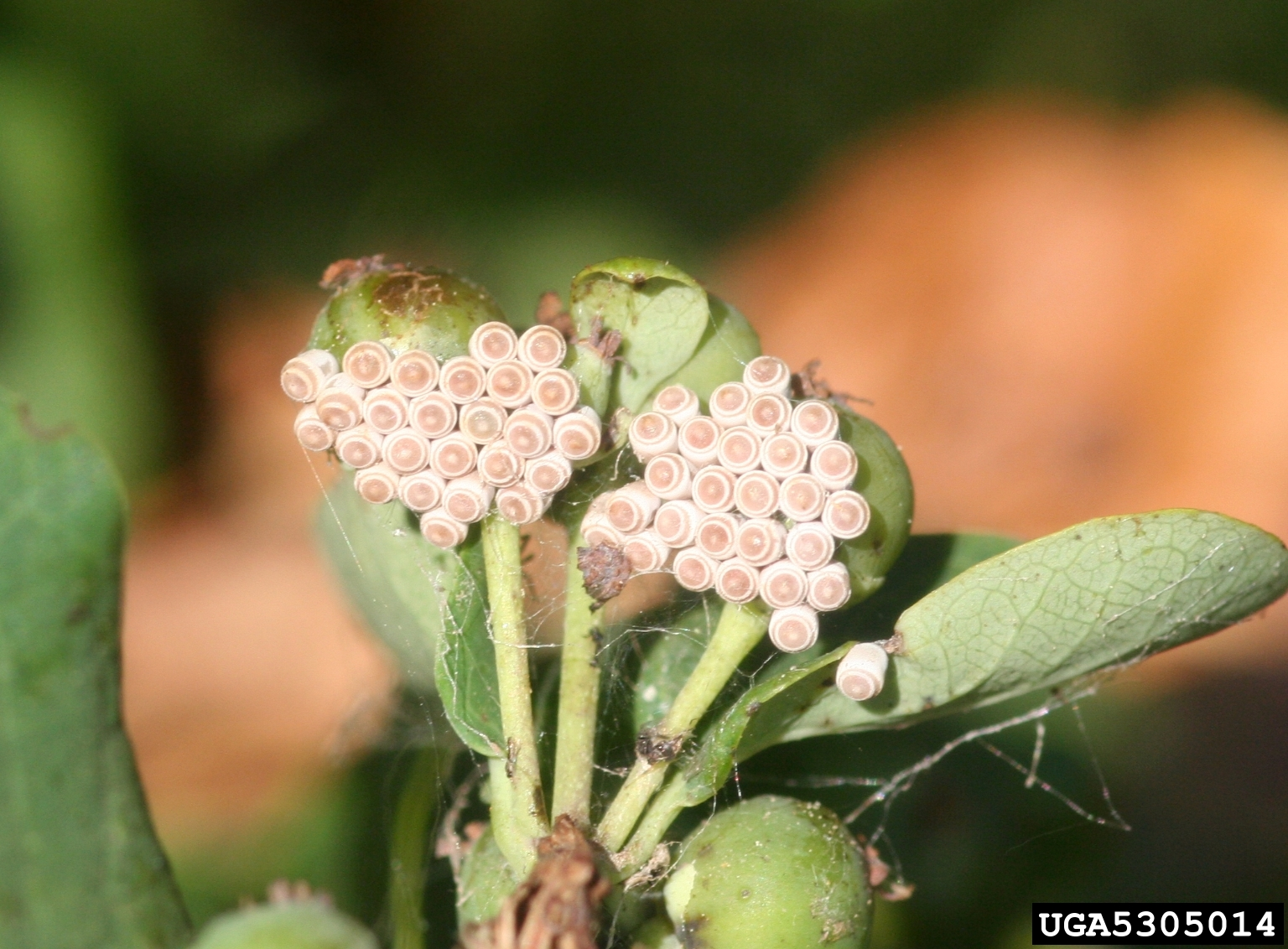
Кладка Podisus placidus
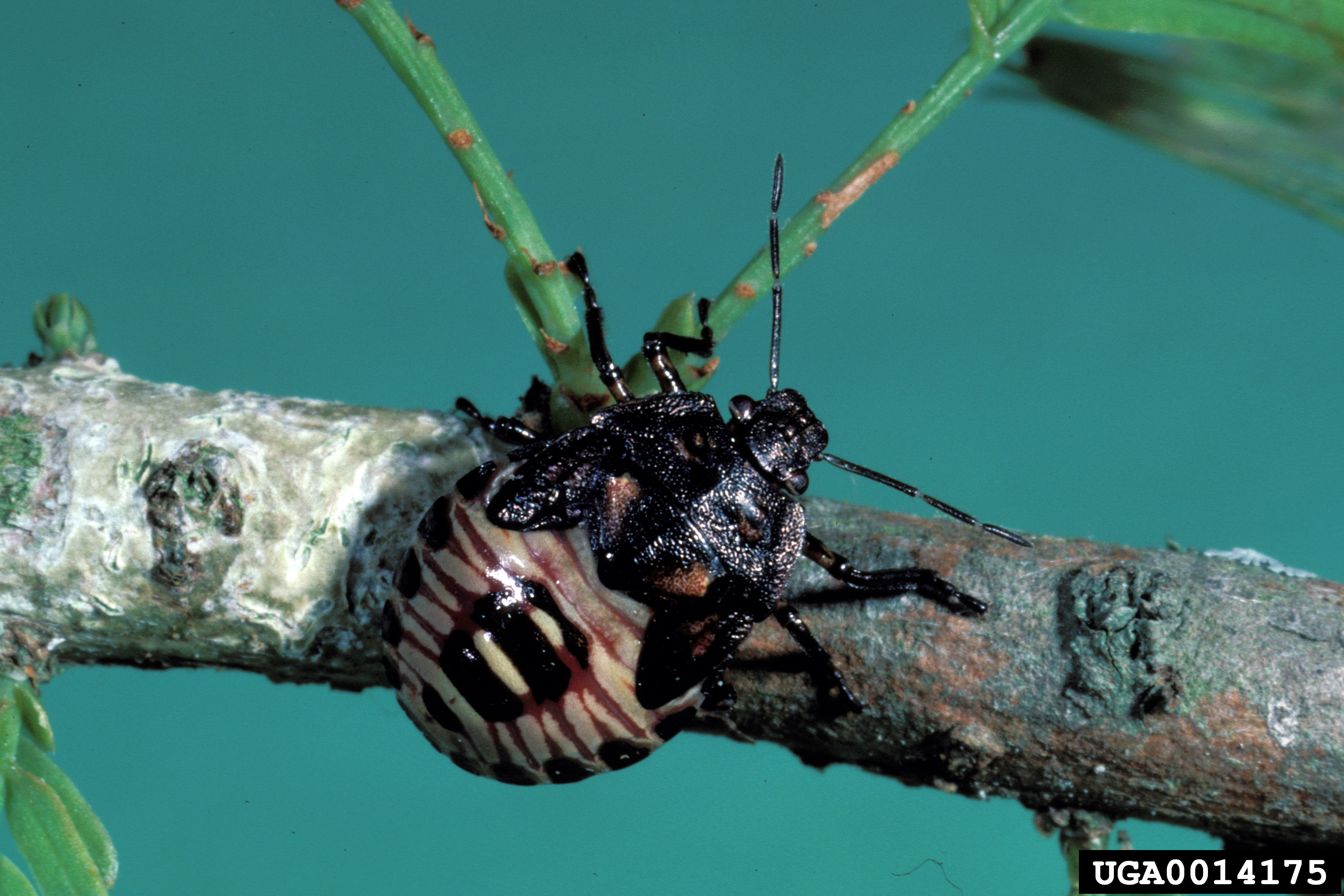
Нимфа Podisus maculiventris
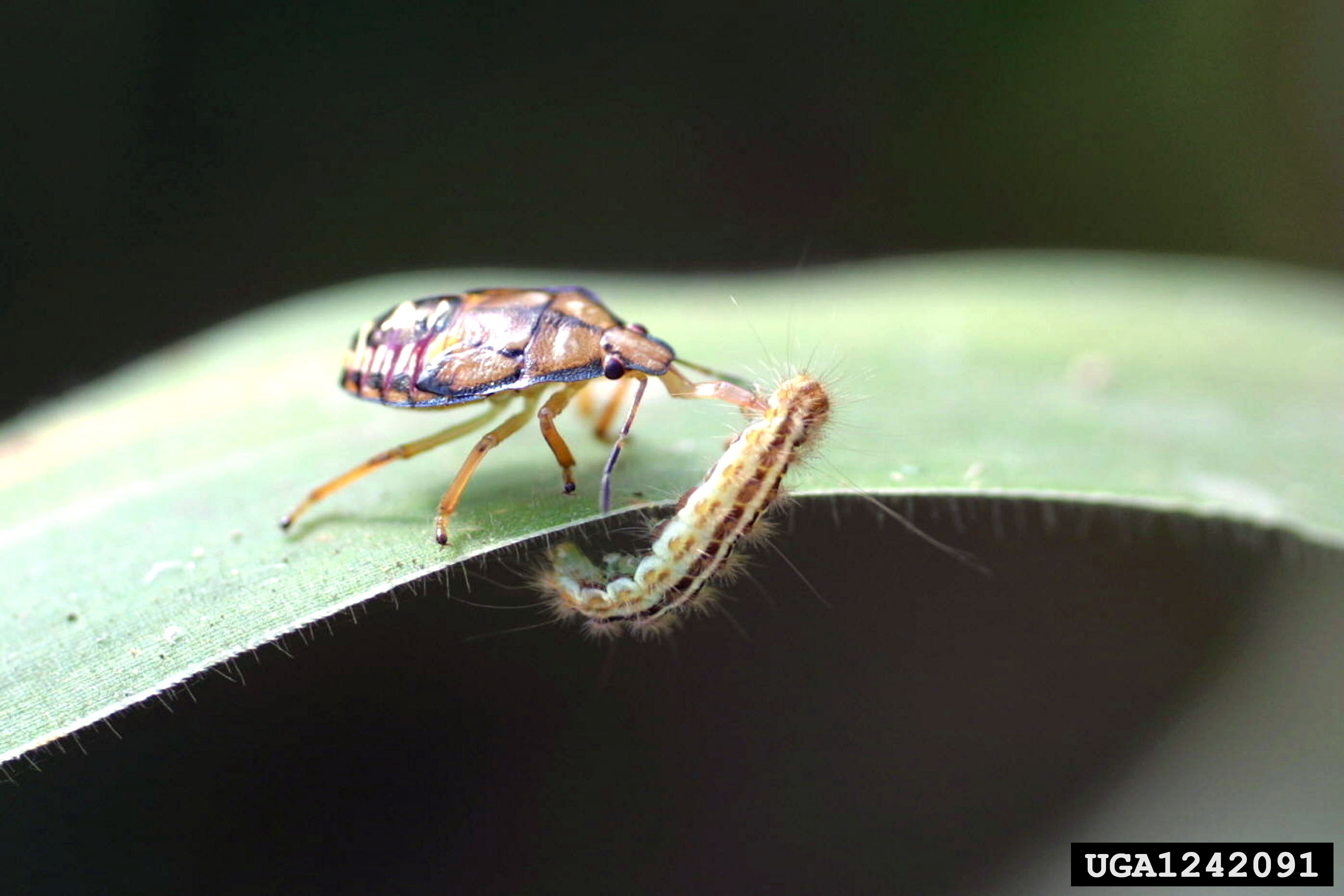
Нимфа, атакующая гусеницу
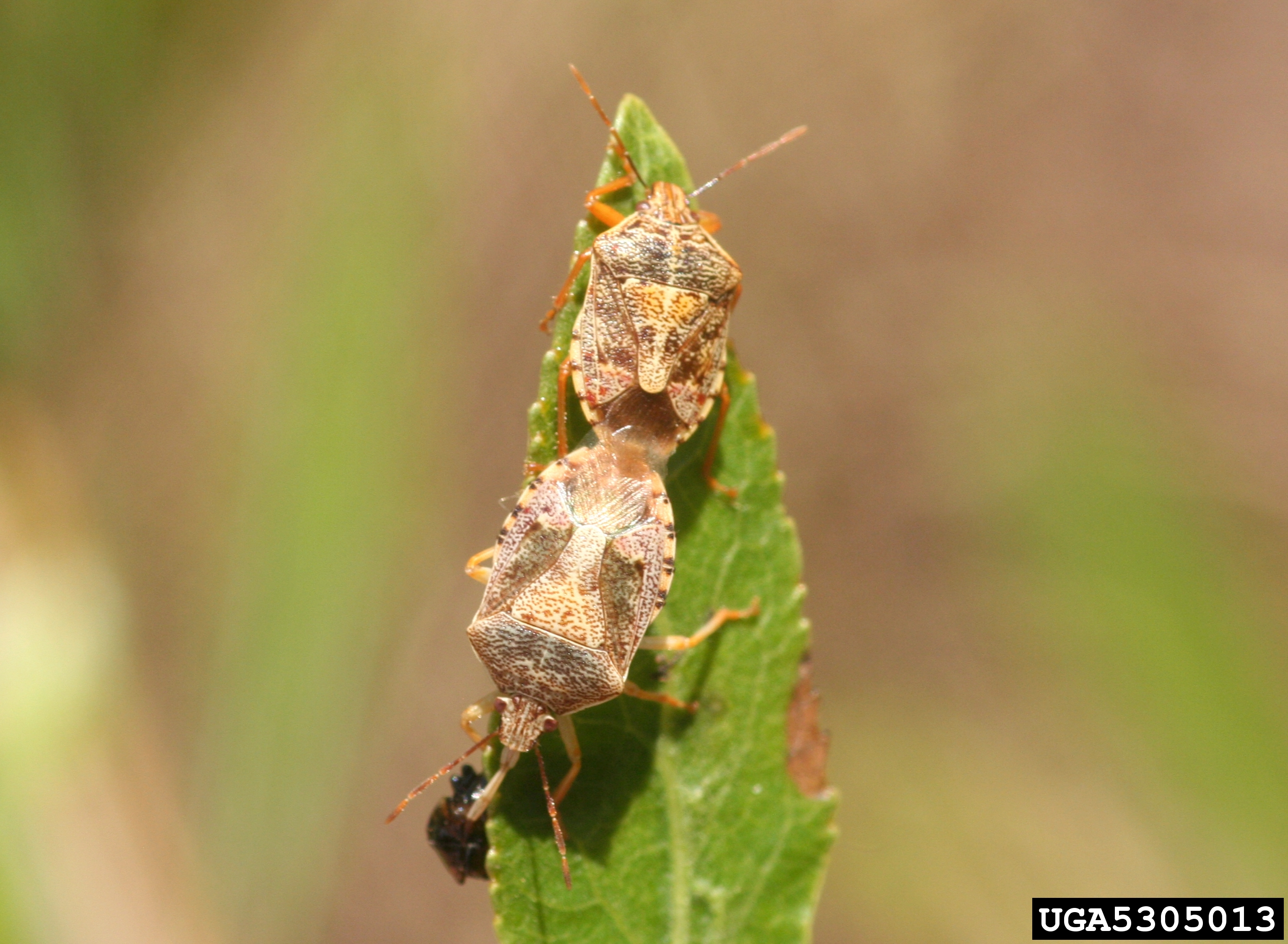
Совокупление Podisus placidus